# 染色茜草

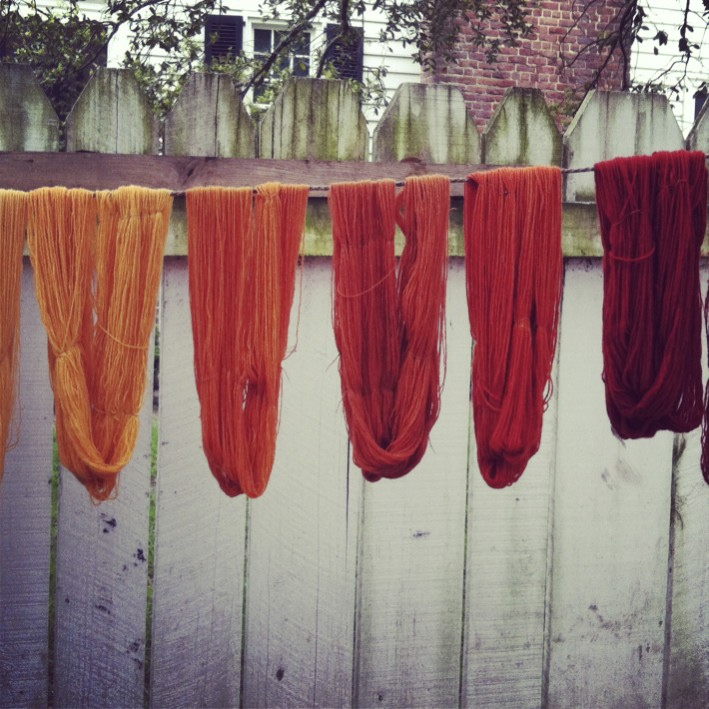
用染色茜草染色的线

染色茜草（学名：Rubia tinctorum），为茜草科茜草属下的一种多年生草本植物，高可达1.5米，土耳其红和茜草玫瑰红是从该植物的根提取出来的，是西方古代较常见的染料，印度摩亨朱-达罗遗址中也发现了使用这种植物染色的棉布。

## 扩展阅读
維基物種上的相關：染色茜草